# Julius Aghahowa

Julius Aghahowa (né le 12 février 1982 à Benin City, Nigeria) est un footballeur nigérian qui joue au poste d'attaquant.

## Palmarès
- Finaliste de la Ligue des champions de la CAF 1999 et 2000 avec l'Espérance sportive de Tunis
- Champion de Tunisie 2000 et 2001 avec l'Espérance sportive de Tunis.
- Champion d'Ukraine 2002, 2005, 2006 et 2010 avec le Shakhtar Donetsk.